# Емре Акбаба
Емре Акбаба (тур. Emre Akbaba; нар. 4 жовтня 1992, Монфермей) — турецький футболіст, півзахисник клубу «Еюпспор».
Виступав, зокрема, за клуб «Антальяспор», а також національну збірну Туреччини.
Чемпіон Туреччини. Володар Кубка Туреччини. Володар Суперкубка Туреччини.

## Клубна кар'єра
Народився 4 жовтня 1992 року в місті Монфермей. Вихованець футбольної школи клубу «Антальяспор».
У дорослому футболі дебютував 2013 року виступами за команду «Кахраманмараш», в якій того року взяв участь у 15 матчах чемпіонату. 
Згодом з 2013 по 2018 рік грав у складі команд «Антальяспор» та «Аланьяспор».
18 серпня 2018 року було досягнуто домовленості з Емре Акбабою та його клубом «Аланіяспор» про перехід гравця до клубу «Галатасарай», контракт уклали на три роки та домовились про фіксовану трансферну плату в розмірі 1.750.000 євро. 11 травня 2019 року в матчі проти клубу «Чайкур Різеспор» Емре отримав травму.
15 січня 2020 року технічний директор «Галатасарая» Фатіх Терім надав можливість Емре вийти на поле з капітанською пов'язкою. Півзахисник відзначився голом, а гра проти «Чайкур Різеспор» завершилась внічию 1–1.
4 липня 2021 року сторони підписали новий дворічний контракт.
4 липня 2021 року було оголошено також про перехід до клубу «Аланьяспор» на правах оренди.
До складу клубу «Галатасарай» Емре повернувся влітку 2022 року.
8 вересня 2022 року підписав контракт з клубом «Адана Демірспор» на умовах 2+1.

## Виступи за збірні
2015 року захищав кольори другої збірної Туреччини. У складі цієї команди провів 1 матч.
2017 року дебютував в офіційних матчах у складі національної збірної Туреччини.
| Дата       | Місто     | Господарі  | Результат | Гості     | Турнір                               | Голи | Примітки |
| ---------- | --------- | ---------- | --------- | --------- | ------------------------------------ | ---- | -------- |
| 13-11-2017 | Анталія   | Туреччина  | 2 – 3     | Албанія   | товариський матч                     | 1    | 60'      |
| 23-3-2018  | Подгориця | Туреччина  | 1 – 0     | Ірландія  | товариський матч                     | -    | 78'      |
| 27-3-2018  | Подгориця | Чорногорія | 2 – 2     | Туреччина | товариський матч                     | -    | 78'      |
| 28-5-2018  | Стамбул   | Туреччина  | 2 – 1     | Іран      | товариський матч                     | -    | 46'      |
| 5-6-2018   | Москва    | Росія      | 1 – 1     | Туреччина | товариський матч                     | -    | 76'      |
| 10-9-2018  | Стокгольм | Швеція     | 2 – 3     | Туреччина | Ліга націй УЄФА 2018-2019 - 1-й етап | 2    | 62'      |
| Усього     |           | Матчів     | 6         |           | Голів                                | 3    |          |

## Титули і досягнення
- Чемпіон Туреччини (1):

«Галатасарай»: 2018–19
- Володар Кубка Туреччини (1):

«Галатасарай»: 2018–19
- Володар Суперкубка Туреччини (1):

«Галатасарай»: 2019